# Asplenia melanodonta
Asplenia melanodonta là một loài bướm đêm trong họ Noctuidae.